# Comuna Saarde

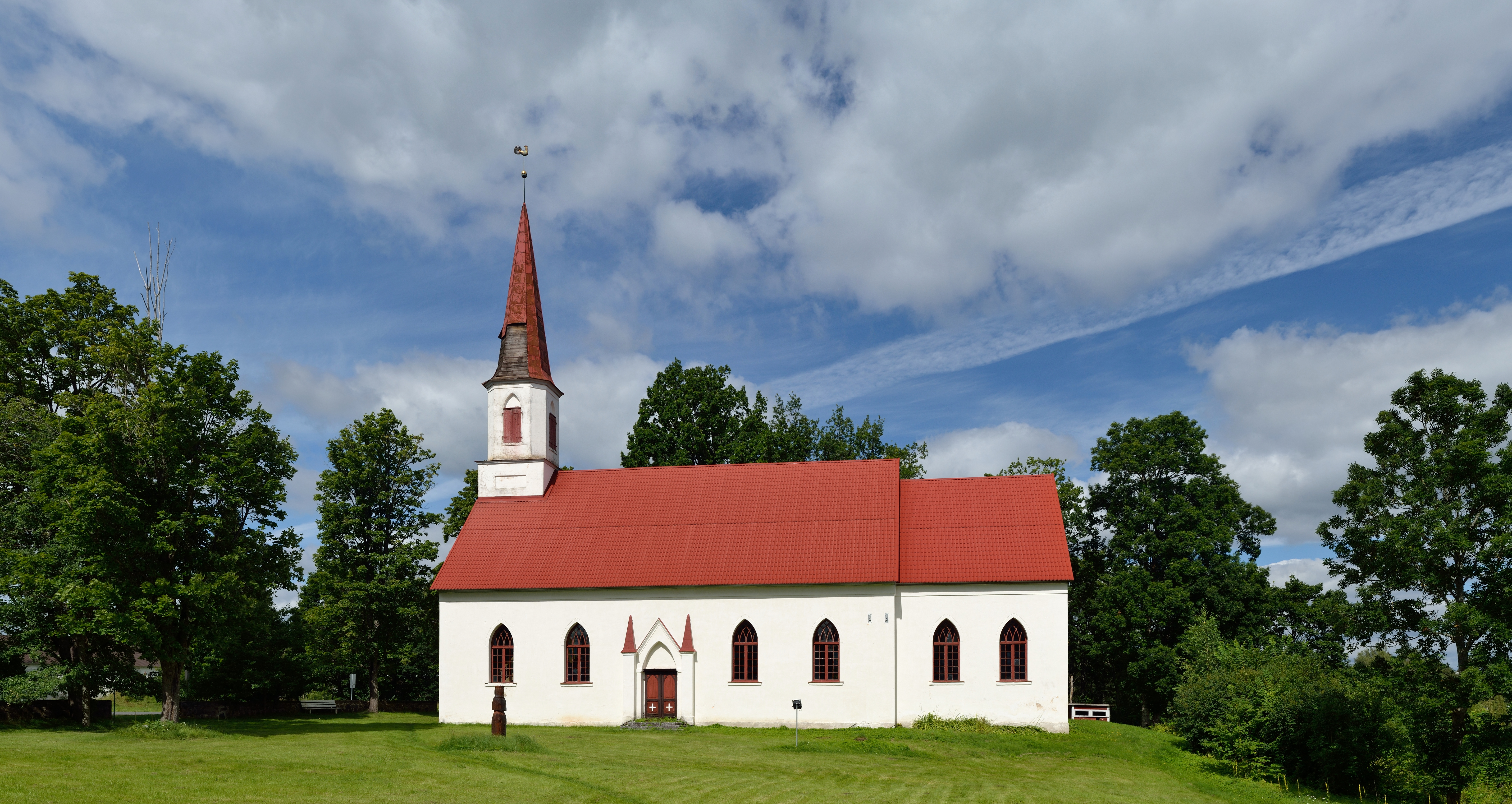

Saarde este o comună (vald) din Comitatul Pärnu, Estonia. Cuprinde 25 localități (2 nuclee urbane și 23 sate). Reședința comunei este orașul Kilingi-Nõmme. În 2005 în Saarde au fost integrate localitățile ce aparțineau comunei Tali.